# Кент, Артур Этуотер
Артур Этуотер Кент-старший (англ. Arthur Atwater Kent, Sr.; 3 декабря 1873 — 4 марта 1949) — американский изобретатель и владелец радиозавода в Филадельфии, штат Пенсильвания. В 1921 году запатентовал современную катушку зажигания.

## Биография
Артур Кент родился 3 декабря 1873 года в Берлингтоне, штат Вермонт, в семье среднего достатка. В 1881 году семья Кентов переехала в Вустер, штат Массачусетс, где жили в четырёх различных местах. Отец Артура был доктором и механиком. Он владел механическим заводом в Вустере. Осенью 1895 году Кент поступил на первый курс Вустерского политехнического института, в класс механики. Он преуспел в механике и черчении, но отставал по химии, алгебре и языкам, так как не имел к ним интереса. В то время у него уже было небольшое собственное дело, являвшееся его основным приоритетом. Компания под названием Kent Electric Manufacturing Company началась с небольшого помещения на заводе отца и продавала небольшие электрические устройства: двигатели, генераторы, вентиляторы, а позднее — системы зажигания для автомобилей. Одна из них — Unisparker Ignition — стала стандартом индустрии почти на 50 лет, пока на замену ей не пришла система HEI.
В 1921 году Кент выпустил первые радиодетали, продавая их в наборах-самоделках В том же году он представил Model 5, в основном в качестве рекламного образца В 1923 году фирма Кента приступила к выпуску полноценных радиоприёмников, которые производились на заводе на Стентон-авеню. К Рождеству того же года вышла Model 10. За ней последовала Model 9 и широкая линия наборов-самоделок. В 1924 году компания перевела производство на новое, стоившее 2 миллиона долларов предприятие, в северной Филадельфии. Этот завод, вводившийся в строй поэтапно, в конце концов занял площадь 12 гектаров.

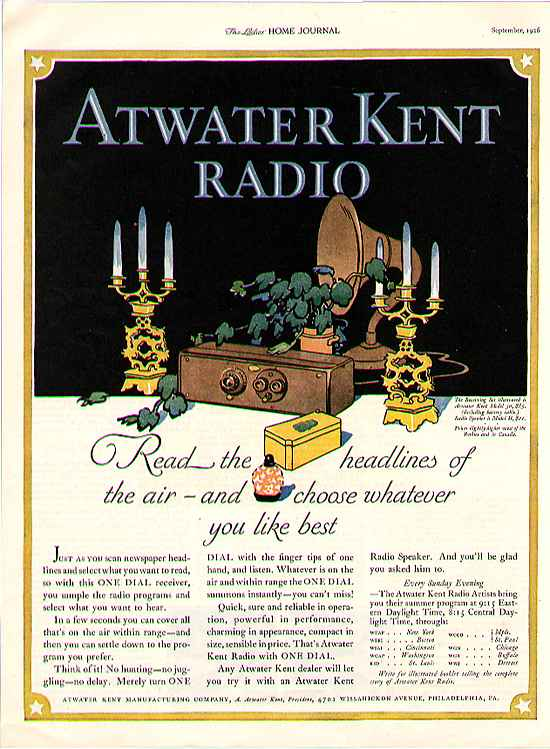
Реклама радиоприёмника Этуотера Кента в Ladies' Home Journal (сентябрь 1926 года)

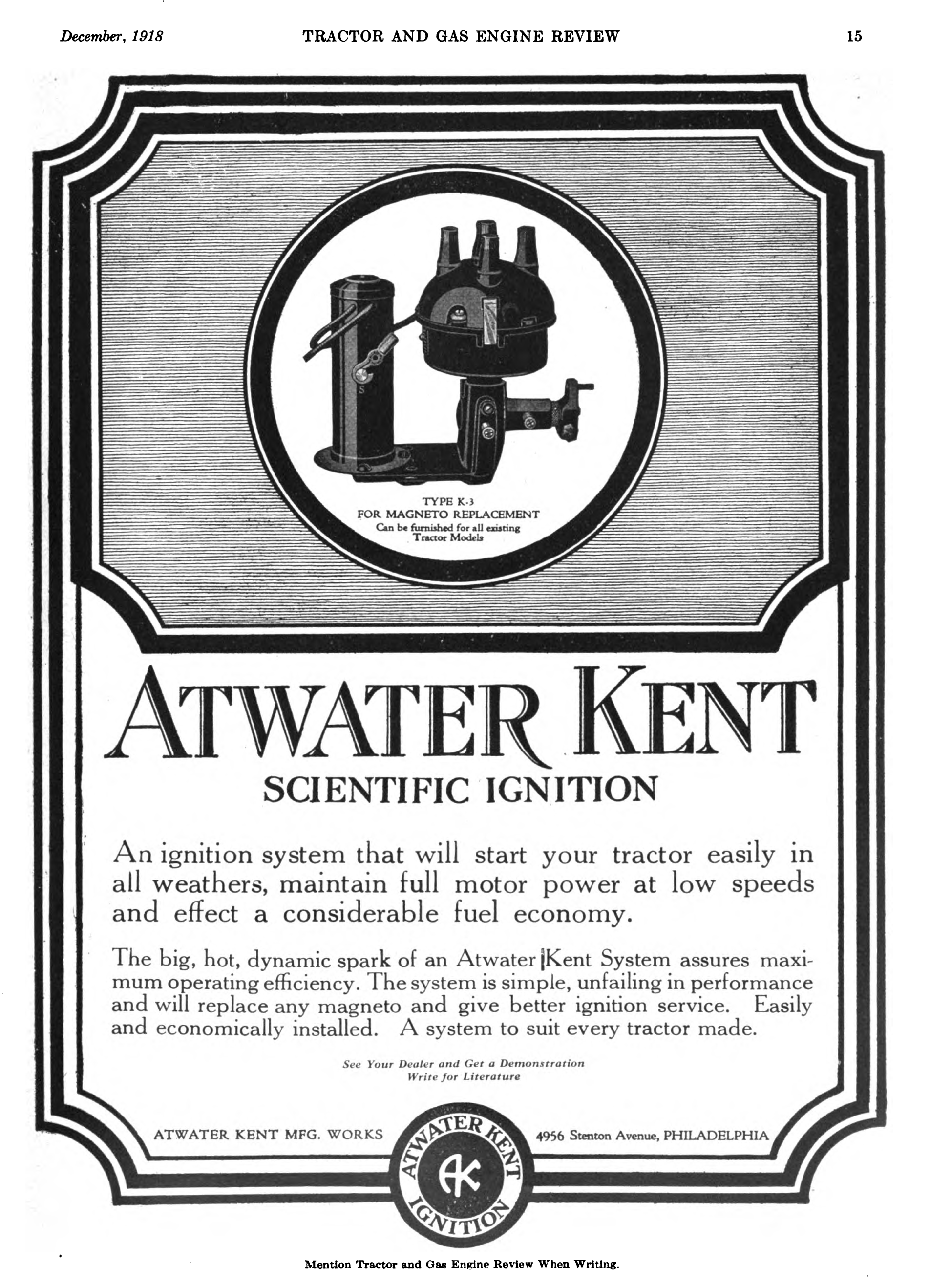
Реклама систем зажигания Этуотера Кента для тракторов в журнале Tractor and Gas Engine Review (декабрь 1918 года)

В 1925 году Atwater Kent Manufacturing Company стала крупнейшим производителем радиоприёмников в США. Компания спонсировала популярную музыкальную передачу «Atwater Kent Hour» на NBC и CBS, выходившую в эфир с 1926 по 1934 годы. На пике, в 1929 году, штат компании достиг 12000 человек, собиравших почти миллион радиоприёмников. Модельный ряд включал Model 57, приёмник с семью радиолампами, в металлическом корпусе, стоивший 105 долларов, и Model 60 с восемью радиолампами в деревянном корпусе, стоивший 80 долларов. Здание завода также являлось архитектурной достопримечательностью, привлекавшей сотни посетителей ежегодно. К 1931 году, по утверждению компании, на заводе было произведено более трёх миллионов радиоприёмников.
Радиоприёмники Этуотера Кента служили эталоном качества и многие экземпляры находятся в рабочем состоянии и поныне. Они представляют высокую ценность для коллекционеров и реставраторов. Корпуса для них производились компаниями Red Lion и Pooley, создавшими в дереве прекрасный внешний дизайн. Некоторые модели настолько повторяли существовавшие предметы, что не воспринимались как радио, например, приёмник в виде напольных часов.
Разразившаяся Великая депрессия значительно уменьшила продажи премиумных радиоприёмников Кента. Компания попыталась компенсировать потери за счет производства небольших настольных моделей, но Этуотер Кент был не тем, кто жертвовал качеством. Положение усугубило истечение срока действия патента на схему с супергетеродином, что означало распространение недорогих радиоприёмников на основе конструкции All American Five. Новые фирмы получили возможность выйти на рынок, не имея того уровня капиталовложений, которые сделал Кент при запуске производства, основанного на тяжёлом оборудовании для производства радиоприёмников прямого усиления. В 1931 году Кент распустил конструкторское бюро, а в 1936 коду закрыл завод. Главный местный конкурент, Philco, диверсифицировавший своё производство, приобрёл завод и организовал на нём производство холодильников.
В 1937 году Кент помог с организацией и оплатой реставрации дома Бетси Росс в центре Филадельфии. В 1938 году он основал Музей Филадельфии Этуотера Кента — музей истории города — оплатив приобретение первого здания Института Франклина на 7-й Южной улице и подарив его городу.
Музей открыт до сих пор, в 2008 году началось его обновление, рассчитанное на 3 года.
Зять Кента, Уильям Л. Ван Ален, является основателем Американской ассоциации кортового тенниса
После закрытия бизнеса в Филадельфии, Кент переехал во Флориду, где непродолжительное время торговал недвижимостью. Затем он переехал в Лос-Анджелес, где построил дом на 32 комнаты, в котором жил до смерти.
Артур Этуотер Кент скончался в 1949 году. Он похоронен на кладбище Форест-Лаун в Глендейле.

## Награды
- 1914 — Медаль Джона Скотта от Института Франклина
- В 1992 году Этуотер Кент введён в Филадельфийский зал славы пионеров радиовещания

## Патенты
- U.S. Patent 1 391 256 — Induction coil structure — 1921
- U.S. Patent 1 474 152 — Induction coil — 1923
- U.S. Patent 1 474 597 — Induction coil — 1923
- U.S. Patent 1 569 756 — Ignition coil — 1926
- U.S. Patent 1 597 901 — Radio apparatus — (Filed Nov 29, 1922; Issued Aug 31, 1926.)